# Terebra concava
Terebra concava är en snäckart som först beskrevs av Thomas Say 1826.  Terebra concava ingår i släktet Terebra och familjen Terebridae. Inga underarter finns listade i Catalogue of Life.